# Giorgio Bianchi
Pour les articles homonymes, voir Bianchi.
Giorgio Bianchi, né le 18 février 1904 à Rome, où il est mort le 9 février 1967, est un réalisateur, scénariste et acteur italien.

## Biographie
Giorgio Bianchi a commencé sa carrière dans le monde du cinéma en 1929, dans Il porto de Jacopo Comin. Après avoir été, dans les années 1930, l'assistant-réalisateur d'Amleto Palermi, en 1941 il devient scénariste, puis réalisateur. Il fut l'un des plus prolifiques réalisateurs du cinéma italien jusqu'aux années 1960 : il a dirigé 40 films entre 1942 (La maestrina (it)) et 1967 (Quando dico che ti amo (it)).
Giorgio Bianchi a été marié pendant de nombreuses années à l'actrice Pina Borione.

## Filmographie partielle

### Comme réalisateur
- 1940 : Totò, apôtre et martyr (San Giovanni decollato), co-réalisé avec Amleto Palermi
- 1942 : La maestrina (it)
- 1943 : Un procès sensationnel (it) (Una piccola moglie)
- 1945 : La resa di Titì
- 1946 : Le monde est comme ça (it) (Il mondo vuole così)
- 1947 : Le Baiser fatal (it) (Fatalità)
- 1947 : Les Hommes perdus (it) (Cronaca nera)
- 1948 : Che tempi!
- 1948 : Cocaïne (Una lettera all'alba)
- 1949 : Vent'anni
- 1950 : Les Mousquetaires de la mer (Cuori sul mare)
- 1951 : Il caimano del Piave
- 1951 : Amor non ho... però... però (it)
- 1951 : Porca miseria
- 1952 : L'Ennemie (La nemica)
- 1953 : Les femmes mènent le jeu (Scampolo '53)
- 1953 : L'Assassin de la rue Paradis (Lo scocciatore (Via Padova 46))
- 1954 : L'Ombre (L'ombra)
- 1955 : Graziella
- 1955 : Accadde al penitenziario (it)
- 1955 : Bonsoir Maître (Buonanotte... avvocato!)
- 1955 : Io piaccio (it)
- 1955 : Il n'y a pas de plus grand amour (Non c'è amore più grande)
- 1957 : Madame, le Comte, la Bonne et moi (Il conte Max)
- 1958 : La nipote Sabella (it)
- 1958 : Le Faux Célibataire (it) (Gli zitelloni)
- 1959 : Brevi amori a Palma di Majorca
- 1959 : Le Moraliste (Il moralista)
- 1959 : Uomini e nobiluomini (it)
- 1960 : Chiamate 22-22 tenente Sheridan (it)
- 1960 : Femmes de luxe (it) (Femmine di lusso)
- 1960 : Le olimpiadi dei mariti
- 1961 : En pleine bagarre (Mani in alto)
- 1961 : Gli attendenti
- 1962 : En avant la musique (Il cambio della guardia) avec Fernandel
- 1962 : Mon ami Benito (Il mio amico Benito)
- 1962 : Peccati d'estate (it)
- 1962 : Totò et Peppino séparés à Berlin (Totò e Peppino divisi a Berlino)
- 1963 : I quattro tassisti
- 1964 : Deux Corniauds en chasse (Sedotti e bidonati)
- 1967 : Assicurasi vergine (it)
- 1967 : Quando dico che ti amo (it)

### Scénariste
- 1952 : L'Ennemie (La nemica)
- 1954 : L'Assassin de la rue Paradis (Lo scocciatore (Via Padova 46))
- 1963 : I quattro tassisti
- 1963 : Avventura al motel de Renato Polselli
- 1967 : I due vigili de Giuseppe Orlandini